# Avanport

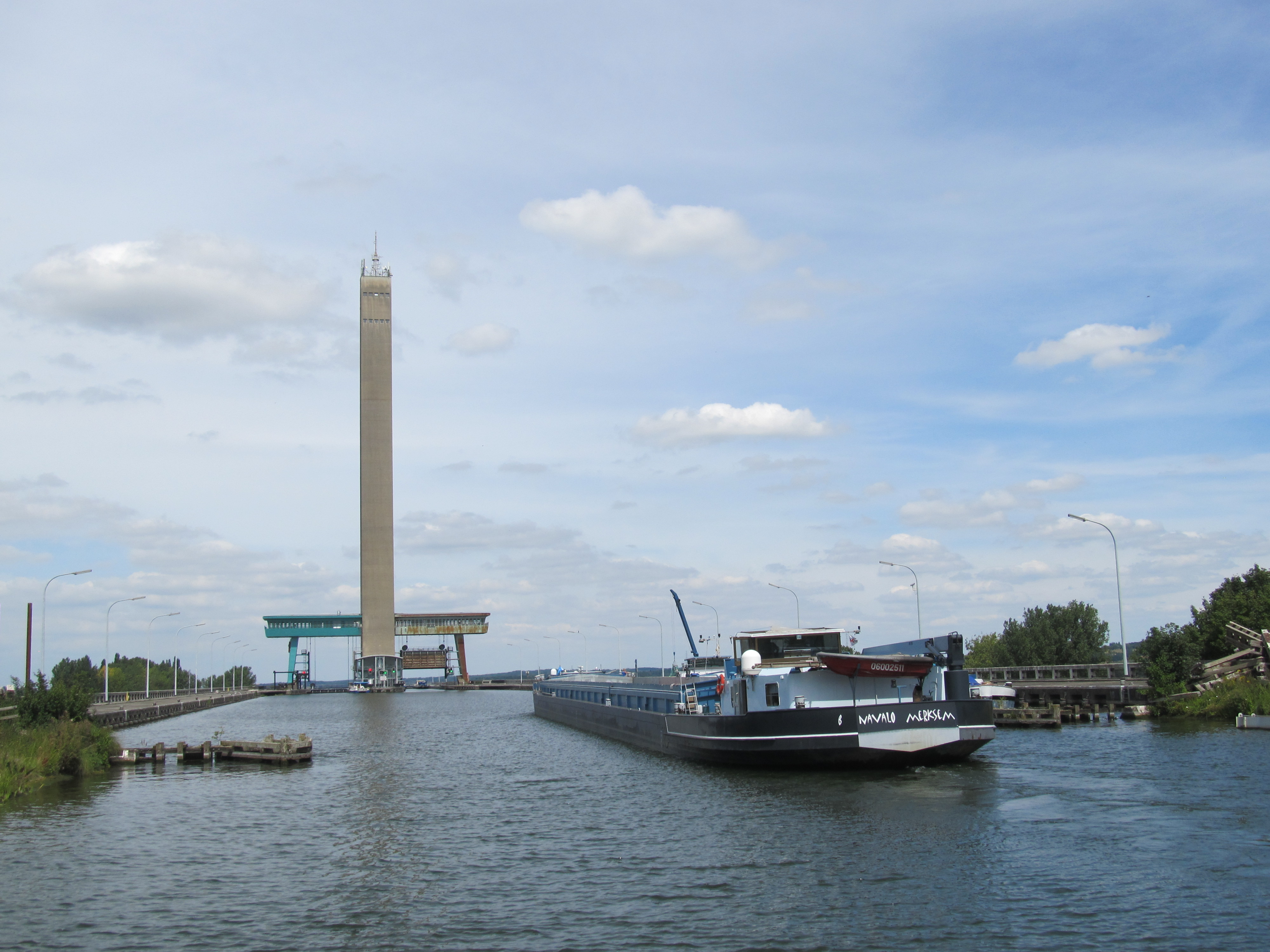
Barjă intrând în avanportul planului înclinat de la Ronquières, în Belgia.

Un avanport (avant-port sau port de așteptare) este un port amenajat în proximitatea portului tradițional, în care condițiile nautice sunt mai bine adaptate primirii navelor moderne. Avanporturile sunt porturi de adâncime, accesibile vaselor cu un pescaj mai mare, au bazine mai largi, care permit o manevrabilitate mai bună, cheuri mai lungi pentru încărcarea, descărcarea și stocarea mărfurilor și suprafețe disponibile pentru construcția de zone industrialo-portuare.
În cazul particular al porturilor amenajate pe căile navigabile interioare (fluvii și râuri navigabile), avanporturile sunt amenajate în aval de portul propriu-zis, deoarece intrarea navelor în bazinul portuar se face dinspre aval, din motive de manevrabilitate. În cazul ecluzelor, avanporturile sunt amenajate atât în aval cât și în amonte de acestea. La majoritatea porturilor maritime, avanportul este constituit din rada portului respectiv.
Avanporturile sunt în general doar anexe ale porturilor tradiționale, amenajate în cadrul unor politici de extindere spre mare a acestora: este cazul spre exemplu cu Europoort, avanportul Rotterdamului, construit pe Nieuwe Waterweg, sau cu Donges și Saint-Nazaire, avanporturile orașului Nantes din cadrul Port-Atlantique. Alte exemple europene sunt noile terminaluri portuare ale portului Anvers, construite în aval de orașul belgian Anvers, pe cele două maluri ale fluviului Schelde, avanportul Zeebrugge al portului Bruges sau portul Marseille, cu avanporturi la vest de oraș, în lungul lagunei Étang de Berre și a golfului Fos-sur-Mer.
Avanporturile pot rămâne simple anexe portuare, precum Le Verdon pentru Bordeaux sau Bremerhaven pentru Bremen. Pot, de asemenea, deveni porturi distincte și depăși importanța portului tradițional, așa cum s-a întâmplat cu Le Havre, inițial simplu avanport al Rouenului, devenit între timp portul cel mai important de la gurile Senei.

## Avanporturi la ecluze
În cazul ecluzelor, avanporturile reprezintă suprafețe amenajate ale căii navigabile, aflate în prelungirea sasurilor ecluzei și care servesc la facilitarea condițiilor de  trecere prin ecluze. Aceste avanporturi sunt folosite și pentru staționarea și așteptarea navelor sau a convoaielor în vederea ecluzării.

## Navigația în avanporturile dunărene
În general, la bordul oricărei nave rapide aflate în marș pe Dunăre, cârma trebuie ținută de către o persoană cu vârsta de minim de 21 de ani, posesoare a unei diplome care să îi certifice calificările prevăzute de articolul 1.02, paragraful 1, precum și certificatul solicitat de articolul 4.06, paragraful 1 b) din Regulamentul de navigație pe Dunăre în sectorul românesc. De asemenea, în timpul marșului, în timonerie trebuie să se afle în permanență o doua persoană posesoare a acelorași documente. Conform regulamentului de navigație, această a doua cerință nu este necesară în ecluze și în avanporturile dunărene.